# RV FLIP
FLIP (ang. Floating Instrument Platform, Flip w jęz. ang. oznacza "obrót") – pływające laboratorium będące własnością US Navy, użytkowane przez Scripps Institution of Oceanography. Statek ma specjalną konstrukcję, pozwalającą na użytkowanie go w pozycji pionowej (rufą w dół).

## Koncepcja i budowa
Poważnym problemem w badaniach na morzu jest ciągły ruch statku. Nawet w bardzo dobrych warunkach na oceanie statek mały lub średniej wielkości kołysze się i nurza. Zaburza to lub uniemożliwia działanie niektórych instrumentów pomiarowych oraz zmniejsza komfort i efektywność ludzi. W przypadku badań nad akustyką dodatkowym problemem są szumy generowane przez kadłub poruszający się względem wody. 
W końcu lat 50. XX wieku marynarka amerykańska prowadziła badania nad propagacją fal dźwiękowych pod wodą. Wymagało to skonstruowania laboratorium, które można przemieszczać, które zapewniałoby nieruchomą platformę sięgającą na 100 metrów głębokości, umożliwiającą także działania na powierzchni. Używanie okrętów podwodnych, batyskafów i zestawów instrumentów opuszczanych ze statków nie dawało pożądanych rezultatów.
Niezależnie od warunków na powierzchni morza, głębsze warstwy pozostają względnie nieruchome. Pionowa konstrukcja, której wyporność pochodziłaby w większości z części zanurzonej na kilkanaście-kilkadziesiąt metrów zapewniałaby właściwą platformę do badań. Konstrukcja taka sprawiałaby jednak kłopoty w transporcie (nie mogłaby zawijać do portów, należałoby opracowywać trasy tak, by przebiegały przez głębokie wody) i obsłudze (konieczność głębokiego nurkowania do czujników umieszczonych w najniższej części). 
Opracowano więc statek, który mógłby, przez odpowiednie balastowanie, zmieniać swe przegłębienie aż do ustawienia się w pozycji pionowej. 
Statek zbudowano w 1962 roku w Gunderson Brothers Engineering Company w Portland i w tym samym roku wszedł do służby.
W 2017 roku FLIP prowadził ostatnie badania. We wrześniu 2020 roku US Navy zakończyła wspieranie projektu. W sierpniu 2023 statek odholowano do stoczni złomowej. Jeden z wysięgników zatrzymano na pamiątkę i zainstalowano na terenie Scripps w La Jolla, gdzie dalej służy do obsługi podwodnych instrumentów naukowych.

## Konstrukcja
Statek miał długość 108 metrów (355 stóp), z czego ponad 90 metrów przypadało na zanurzaną cylindryczną część rufową, mieszczącą zbiorniki balastowe. Średnica części rufowej wynosiła 6,5 metra, w części środkowej, znajdującej się w strefie falowania, zmniejszona była do 4 metrów, aby zmniejszyć oddziaływanie fal na jednostkę. Dziób statku, wynurzony w pozycji pionowej, mieścił wszystkie pomieszczenia i siłownię. 

### Maszynownia
Jednostka nie miała własnego napędu, była holowana na miejsce prac. W czasie badań mogła dryfować lub być zakotwiczona. Miała jednak ster strumieniowy, służący do utrzymywania odpowiedniej orientacji (z możliwością automatycznego sterowania). Trzy agregaty prądotwórcze, zamontowane przegubowo (niezależnie od pozycji jednostki, były w pozycji pionowej) dostarczały 340 kW. Zainstalowany odsalacz wody morskiej (działający na zasadzie odwróconej osmozy) mógł dostarczać do 2,5 m³ słodkiej wody dziennie. Woda ze zbiorników balastowych usuwana była za pomocą sprężonego powietrza.

### Pomieszczenia
Oprócz 5-osobowej załogi, FLIP mieścił 11 członków personelu naukowego. Do ich dyspozycji były dwa pomieszczenia laboratoryjne o powierzchni około 45 m². Wszystko przystosowane było do pracy jednostki w położeniu poziomym i pionowym. Zainstalowano podwójne zlewozmywaki, a głowice pryszniców były obrotowe. Lampy były zamontowane na suficie i przedniej ścianie. 

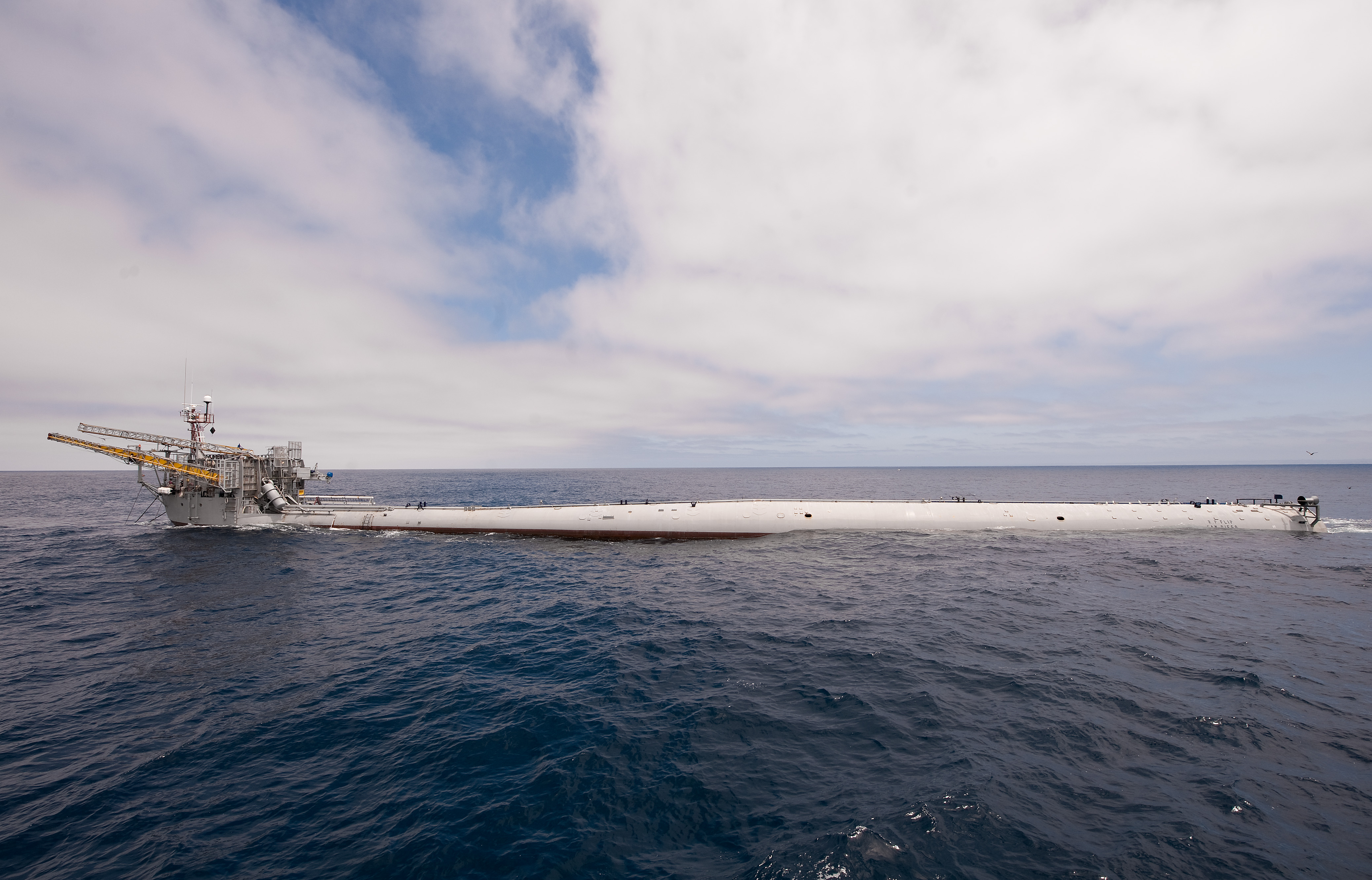
FLIP w położeniu horyzontalnym

### Możliwości
Zaprojektowane do badań hydroakustycznych, FLIP było używane również do pomiarów meteorologicznych, badania wymiany energii między wodą a powietrzem, badań geofizycznych i biologicznych. 
Odpowiednie czujniki montowane były na kadłubie statku lub opuszczane na linach z wysięgników do głębokości 4000 m. Trzy wysięgniki umożliwiły rozmieszczenie instrumentów w odpowiedniej odległości od siebie. 
Laboratorium mogło zostać zakotwiczone na głębokości do ok. 5 tysięcy metrów przy użyciu jednego holownika AHTS w ciągu jednego dnia. Trzy kotwice zapewniały stabilność pozycji w promieniu kilkunastu do 200 metrów w zależności od prądów. 
Przy falowaniu o wysokości 10 m (silny sztorm, 10 w skali Beauforta), laboratorium poruszało się nie więcej niż o 1 metr.
Autonomiczność jednostki wynosiła 30 dni.